# نووکیفکا (سرزمین آلتای)
نووکیفکا (به لاتین: Novokiyevka) یک منطقهٔ مسکونی در روسیه است که در سرزمین آلتای واقع شده‌است.